# Jardín Botánico La Laguna
El Jardín Botánico La Laguna es una asociación sin fines de lucro que maneja un jardín botánico de 46 manzanas de extensión, de las cuales 4.5 manzanas están destinadas para uso público, ubicado en el fondo de un cráter volcánico, en el municipio de Antiguo Cuscatlán, departamento de La Libertad.

## Localización
Jardín Botánico La Laguna en el kilómetro N.º 8 de la carretera panamericana, zona industrial Plan de La Laguna, al sur de la ciudad de Antiguo Cuscatlán, Departamento de La Libertad (zona central de El Salvador).
Planos y vistas satelitales.13°40′20″N 89°15′00″O / 13.67222, -89.25000
- A 805 m s. n. m.
- Disfruta de una temperatura promedio de 23 °C y una humedad relativa de 75%.

## Historia
En el fondo de un cráter existía durante muchos siglos una laguna, hasta que afines del siglo XVIII ocurrió la última erupción volcánica transformándola en una zona semipantanosa; drenándose en su mayor parte debido al terremoto de 1873. 
Luego se convirtió en un área muy fértil dedicándose por mucho tiempo a la ganadería; sin embargo parte de ella, pasó a formar parte de un jardín privado con árboles centenarios y otros traídos de muchas partes del mundo.
En la década de los sesenta y setenta; se construyó, en una parte de la zona, un complejo industrial y el jardín privado fue entregado a una asociación privada para su manejo y conservación.
Actualmente el sitio conocido como Jardín Botánico La Laguna, fue abierto al público el 22 de diciembre de 1978, con una extensión total de 30 hectáreas; de las cuales 3.15 ha, con una topografía plana, son de uso público; el resto es un bosque primario que se encuentra bajo condiciones de estricta reserva.
Toda el área está distribuida en 32 zonas con colecciones diversas de plantas, rotuladas por: tipo de planta, nombre común, nombre científico, familia y distribución; entre las que destacan: helechos, plantas del desierto, plantas medicinales, huerto casero, orquídeas, bromelias y áreas boscosas de vegetación nativa.
Asimismo tiene una biblioteca, zona de juegos para niños y niñas, en los que se pueden destacar; columpios, subideros, y entre otros.etc

## Colecciones
Este jardín botánico cuenta con 46 manzanas de extensión, de las cuales 4.5 manzanas están destinadas para exhibiciones al público.
Cuenta con más de 3500 especies de plantas provenientes de muchas partes del mundo y del territorio nacional. 
Distribuidas en 32 zonas con colecciones tales como: 
- Helechos,
- Orquídeas,
- Bromelias,
- Palmas,
- Cycas
- plantas medicinales,
- Plantas acuáticas
- Cactus
- Area de plantas de sol y de sombra interpretación,

Entre las familias de plantas con representación de especies más numerosa se encuentran, Musaceae, Gramineae, Euphorbiaceae, Araliaceae, Proteaceae, Rubiaceae, Malvaceae, Begoniaceae, Bromeliaceae y Helechos. 
También cuenta con un área infantil, áreas boscosas de vegetación nativa estrictamente preservada y una cafetería a la orilla de un apacible estanque con peces y plantas acuáticas. 
Además, hay una Sección Técnica-Científica con una biblioteca especializada en botánica y un herbario de especímenes de plantas colectadas en El Salvador. El herbario (código internacional LAGU) cuenta actualmente (nov. 2024) con más de 45,000 muestras botánicas. Toda la colección incluyendo fotografías de las plantas tomadas durante su recolección está accesible por medio del sistema de manejo de herbarios, JACQ y así también en el portal de GBIF (Global Biodiversity Information Facility).